# 科纳克里大学
科纳克里贾迈勒·阿卜杜-纳赛尔大学（法語：L'Université Gamal Abdel Nasser de Conakry，缩写为UGANC），通称科纳克里大学（法語：Université de Conakry），是位于非洲国家几内亚首都科纳克里的一所公立综合性大学。成立于1962年，为该国最早的大学，并由几内亚高等教育、科研和创新部主管。

## 校史沿革
在法国殖民统治时期，相较于塞内加尔，经济落后的几内亚并没有属于自己的大学，直到独立后，该国才开始筹备建立自己的高等教育体系及培训机构。尽管在教育领域上对苏联存有戒心，该国还是在苏联等国的援助下于1962年创建了科纳克里理工学院（法語：Institut Polytechnique de Conakry），学校主要为几内亚培养工、农业领域急需的人才。:112:1791965年，几内亚行政高等学校（法語：École supérieure d'administration）并入理工学院。:75
1970年，为了纪念埃及总统纳赛尔，学校更名为科纳克里贾迈勒·阿卜杜-纳赛尔理工学院。:1121989年，更名为科纳克里贾迈勒·阿卜杜-纳赛尔大学，校名及建制延续至今。2002年，学校因废除大学入学考试而一度引起教职工的分歧。2005年，该校部分系所转入新成立的兰萨纳·孔戴将军大学。

## 现况
作为几内亚最大的综合性大学，该校招收了超过1.2万名学生，也招收了一些邻近国家的留学生；学校共设10余个学院，下设超过20个系所，所设学科涵盖了人文科学及自然科学领域。此外，学校还与中华人民共和国湖南高速铁路职业技术学院、杨凌职业技术学院及临沂大学分别合作建立了几内亚铁路学院、几内亚水利工程学院及孔子学院。以提升自身教学质量。该校也与法国巴斯德研究所合作建立了几内亚巴斯德研究所，致力於对几内亚重大傳染病的研究。几内亚植物标本馆也位于校内。